# Nationaal Songfestival 1970
Het Nationaal Songfestival in 1970 werd op 11 februari van dat jaar gehouden in het Congresgebouw te Den Haag en gepresenteerd door Pim Jacobs.
Het Eurovisiesongfestival 1969 leverde vier winnaars op: Spanje, Verenigd Koninkrijk, Frankrijk en Nederland. Daarom werd door loting bepaald dat het Eurovisiesongfestival 1970 gehouden zou worden in Nederland.
Voorafgaand werd er door de NOS een Nationale voorronde gehouden, waarin de 10 finalisten elk drie liedjes vertolkten. Net als in 1969 was de presentatie in handen van Pim Jacobs.
De jurering bestond uit 11 buitenlanders uit de deelnemende landen van dit jaar en uit een vijfkoppige Nederlandse jury, bestaande uit mensen uit de wereld van het amusement.
Na de stemming van de buitenlandse jury stond het lied Het spinnewiel van Saskia & Serge ruim bovenaan met 5 punten. De Nederlandse jury gaf echter alle 5 punten aan Waterman, zodat The Hearts of Soul in totaal met 6 punten eindigden en het Nationaal Songfestival wonnen.
Oorspronkelijk zouden er 12 artiesten mee doen maar Conny Vink trok zich terug vanwege haar tournee. Ook zanger Frits Lambrechts trok zich terug. 

## Uitslag
| Plaats | Artiest en lied                      | Muziek/Tekst                   | Arrangeur            | Punten |
| ------ | ------------------------------------ | ------------------------------ | -------------------- | ------ |
| 1      | Hearts of Soul - Waterman            | Pieter Goemans                 | Herre Jager          | 6      |
| 2      | Saskia & Serge - 't Spinnewiel       | Saskia & Serge                 | Bert Paige           | 5      |
| 3      | D.C. Lewis - Linda                   | Harry Sacksioni/Loes Sacksioni | Bert Paige           | 2      |
| 4      | Joke Bruijs - Okido                  | Tonny Eyk/Johnny Austerlitz    | Harry van Hoof       | 1      |
| 5      | Rosita Bloom - Illusie               | Marian de Garriga              | Ruud Bos             | 1      |
| 6      | Ben Cramer - Julie Julie Julia       | Gerard Engelsma/Koos Huisman   | Gerard Engelsma      | 1      |
| 7      | Ine Berg - Ik lach om je liefde      | Peter Snoey/Guus Marco         | Herman Koot          | 0      |
| 8      | Tony Anderson - Spanje               | Tony Anderson                  | Walter Schmidt-Binge | 0      |
| 9      | Bonnie St. Claire - Als manna        | Peter Koelewijn                | Harry van Hoof       | 0      |
| 10     | Sandra Reemer - Voorbij is de winter | Harry Sacksioni/Loes Sacksioni | Bert Paige           | 0      |

Op het Eurovisiesongfestival eindigden The Hearts of Soul op de zevende plaats met 7 punten.